# Historia de macOS
macOS es la versión más reciente del sistema operativo de Apple. Aunque se define oficialmente como la "versión 10" del Mac OS, la "versión 9" tiene un código fuente, un sistema archivos, un diseño y soporte en hardware completamente distinto. El Mac OS ha sido el sistema operativo primario de Apple desde 1984.
A diferencia de sus predecesores, Mac OS X es un sistema operativo tipo UNIX, el cual fue construido sobre la tecnología desarrollada por NeXT en la segunda mitad de los años 1980 hasta que Apple compró esta compañía a principios de 1997. Fue liberada inicialmente en 1999 la versión para servidores (Mac OS X Server 1.0), para luego ser liberada la versión para escritorio (Mac OS X v10.0) en marzo de 2001. Desde aquel entonces, diez versiones del Mac OS X han estado disponibles, siendo el Mac OS X v10.10 la más reciente. Las versiones del Mac OS X tiene un sobrenombre relacionado con grandes felinos, hasta OS X 10.9, versión en la que comenzó a usarse sobrenombres de lugares de California (Mavericks y Yosemite). 

## Desarrollo externo a Apple

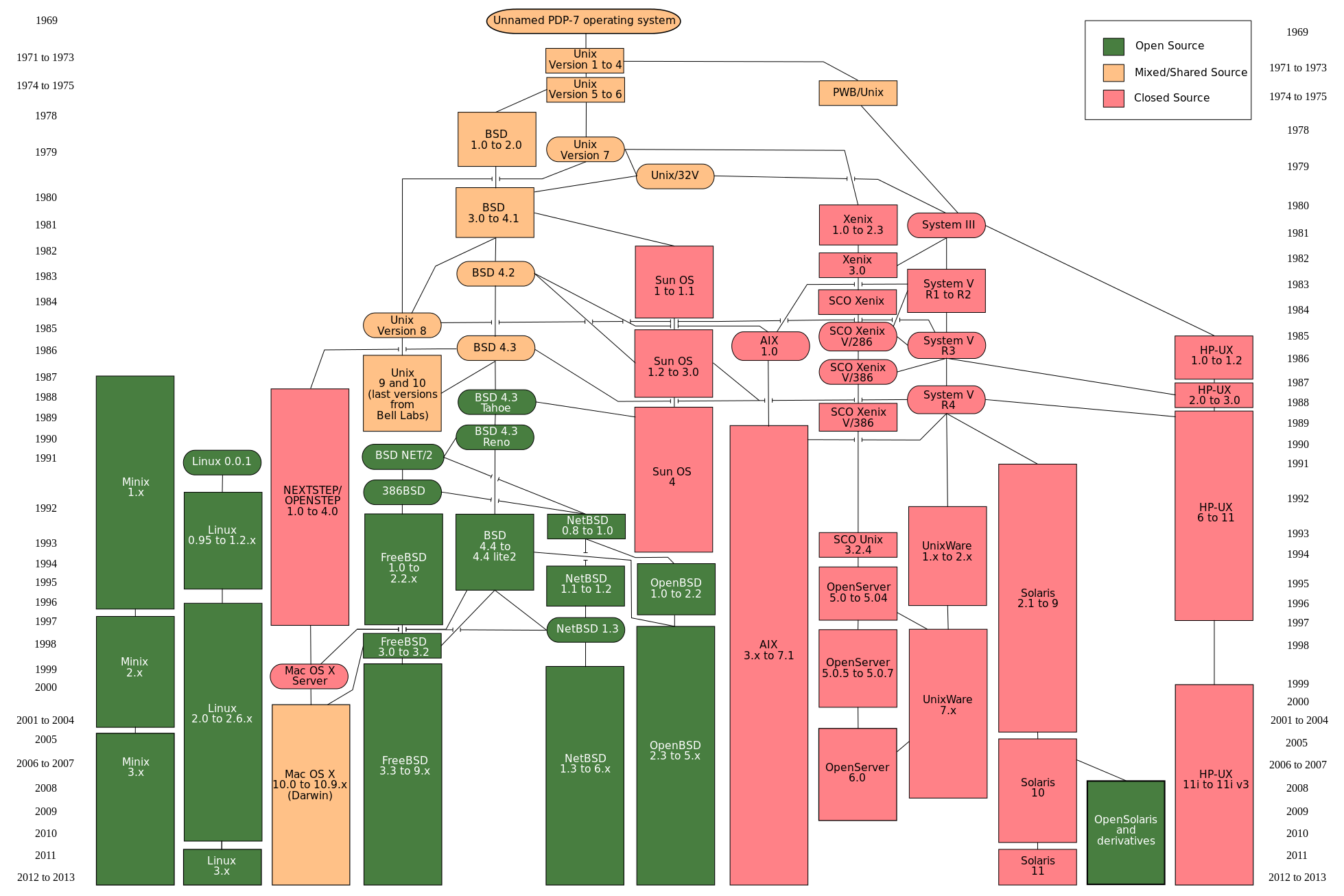
Diagrama de las relaciones entre sistemas Unix incluyendo los ancestros de Mac OS X

Después de que Steve Jobs fuese removido de la administración de Apple en 1985, deja la compañía y funda con recursos propios y la ayuda de Ross Perot una compañía llamada NeXT. El hardware de NeXT era avanzado para su época, siendo la primera estación de trabajo en incluir un procesador de señal digital y un lector de discos de alta capacidad, pero tenía problemas de diseño y era costoso si se le comparaba con el mercado de las estaciones de trabajo de ese tiempo. La compañía dejó de fabricar hardware en 1993. Sin embargo "NeXTSTEP", el sistema operativo orientado a objetos tiene un mayor legado.
NeXTSTEP estaba basado en un kernel Mach y en BSD, una implementación BSD que proviene de 1970. Tal vez más remarcablemente, tenía como característica un marco de trabajo de programación orientado a objetos y basado en el lenguaje Objective-C. Este entorno es conocido en el mundo Mac como Cocoa. NeXTSTEP evolucionó a OPENSTEP, el cual separaba las capas de objetos del sistema operativo base permitiendo que funcionara con menos modificaciones en otras plataformas. OPENSTEP fue por un corto tiempo adoptado por Sun Microsystems, sin embargo para este momento otras compañías, notablemente Apple, IBM, Microsoft e incluso Sun, habían anunciado que pronto liberarían sistemas operativos similares orientados a objetos y herramientas para diseñadores propios. (Algunos de éstos como Taligent, no llegaron a funcionar del todo, otros como Java lograron una amplia adopción.)
Después de un anuncio el 20 de diciembre de 1996 el 4 de febrero de 1997 Apple Computer adquirío NeXT por $427 millones de dólares estadounidenses y usó OPENESTEP como la base de Mac OS X. Aún se pueden notar rastros de la herencia de software NeXT en Mac OS X. Por ejemplo, en el ambiente de desarrollo Cocoa las clases Objective-C tienen prefijos "NS", y la sección de historia de la página de guía para el comando defaults en Mac OS X declara directamente que el comando "Apareció inicialmente en NeXTStep."

## Desarrollo interno
Mientras, Apple sufría de facto dificultades económicas. El ya vetusto Mac OS con una década a sus espaldas había tocado techo con su arquitectura de multitarea cooperativa monousuario, y su otrora aspecto innovador se veía ya obsoleto.
Un desarrollo masivo, conocido como "Copland", estaba destinado a reemplazarlo. Este sistema operativo se creó en 1994, pero fue percibido desde fuera de Apple como una desesperanzadora opción que respondía a una cuestión de política. En 1996 "Copland" no iba a ninguna parte y el proyecto fue cancelado. Algunos de los elementos de Copland fueron incorporados en el Mac Os 8 que se lanzó en 26 de julio de 1997.
Después de considerar la compra de "BeOS" - un S.O. con capacidades multimedia y diseñado para hardware similar al de Apple - la compañía finalmente se decidió a comprar NeXT y usar OPENSTEP como la base de su nuevo Sistema Operativo. Avie Tevanian se encargó del desarrollo y Steve Jobs fue nombrado consejero. Al principio la idea consistía en desarrollar un nuevo sistema operativo baso en su mayor parte como una versión actualizada de OPENSTEP, con un emulador (conocido como "blue box") para ejecutar las aplicaciones "Clásicas" de Macintosh. El resultado fue conocido con el nombre en Clave de "Rhapsody" y finalmente vio la luz a finales de 1998.

## Historial de versiones
- Mac OS X Public Beta "Kodiak"
- Mac OS X v10.0 "Cheetah"
- Mac OS X v10.1 "Puma"
- Mac OS X v10.2 "Jaguar"
- Mac OS X v10.3 "Panther"
- Mac OS X v10.4 "Tiger"
- Mac OS X v10.5 "Leopard"
- Mac OS X v10.6 "Snow Leopard"
- Mac OS X v10.7 "Lion"
- Mac OS X v10.8 "Mountain Lion"
- Mac OS X v10.9 "Mavericks"
- Mac OS X v10.10 "Yosemite"
- Mac OS X v10.11 "El Capitan"
- macOS v10.12 "Sierra"
- macOS v10.13 "High Sierra"
- macOS v10.14 "Mojave"
- macOS v10.15 "Catalina"
- macOS v11 "Big Sur"
- macOS v12 "Monterey"
- macOS v13 "Ventura"
- macOS v14 "Sonoma"
- macOS v15 "Sequoia"